# Adin (California)
Adin es un lugar designado por el censo ubicado en el condado de Modoc en el estado estadounidense de California. En el año 2010 tenía una población de 272 habitantes.

## Geografía

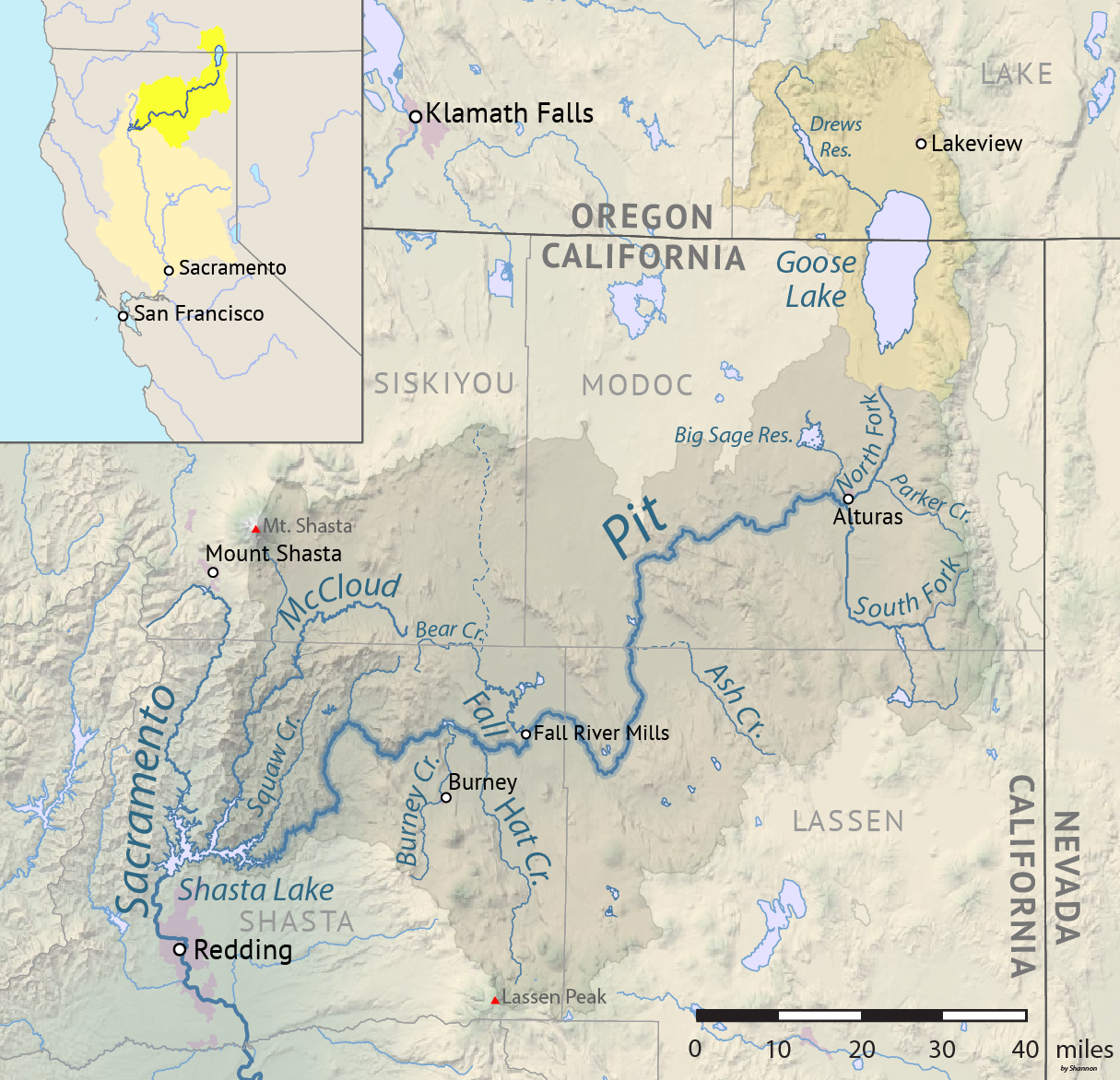
Mapa de la cuenca del río Pit en el que se observa la ciudad de Adin, a la orilla del afluente Ash Creek

Se encuentra al noreste del estado, en la cuenca del río Pit, un afluente del río Sacramento. Adin se encuentra ubicado en las coordenadas 41°11′38″N 120°56′40″O / 41.19389, -120.94444.